# فرودگاه واوتا
فرودگاه واوتا (به انگلیسی: Wawota Airport) یک فرودگاه همگانی است که یک باند فرود رس دارد و طول باند آن ۷۹۲ متر است. این فرودگاه در کشور کانادا قرار دارد و در ارتفاع ۶۶۱ متری از سطح دریا واقع شده است.